# Théâtre de la Dame de Cœur
Le Théâtre de la Dame de Cœur (TDC) est une compagnie de théâtre québécoise à but non lucratif qui se spécialise dans la production de spectacles familiaux mettant en scène des marionnettes géantes. Situé à Upton en Montérégie, le TDC présente chaque été des spectacles à grand déploiement s'adressant à un public familial. Les représentations ont lieu dans une salle extérieure protégée par une toiture et équipée de sièges pivotants pour suivre l'action qui se déroule sur 270 degrés.
Le TDC est aussi reconnu comme étant un centre de recherche, de création, de production, de diffusion, de médiation culturelle et de formation, puisqu'il assure chaque étape menant à la réalisation de ses spectacles,,,,.

## Historique
C'est en 1975 que le Théâtre de la Dame de Cœur est fondé par un regroupement de comédiens montréalais. Quelques mois plus tard, en février 1976, ils enregistrent leur compagnie à but non lucratif sous le nom de « Société Culturelle du Lys inc. », financés grâce à un programme d'emploi du gouvernement fédéral. L'objectif de la compagnie est alors de mettre sur pied un théâtre combinant recherche, création et accessibilité,.
Après avoir réalisé une première production à la bibliothèque nationale de Montréal, l'équipe ressent le besoin de se produire en région, où l'accès à du matériel culturel est plus difficile. C'est ainsi que les comédiens s'installent à Roxton Falls et, dans la salle d'un terrain de camping, présentent des spectacles durant deux étés consécutifs. Durant ces deux saisons (1977 – 1978), la troupe collabore notamment avec Claude Goyette, Louise Bombardier, Vincent Bilodeau et Réjean Guénette,.

### Domaine de la Dame de Cœur

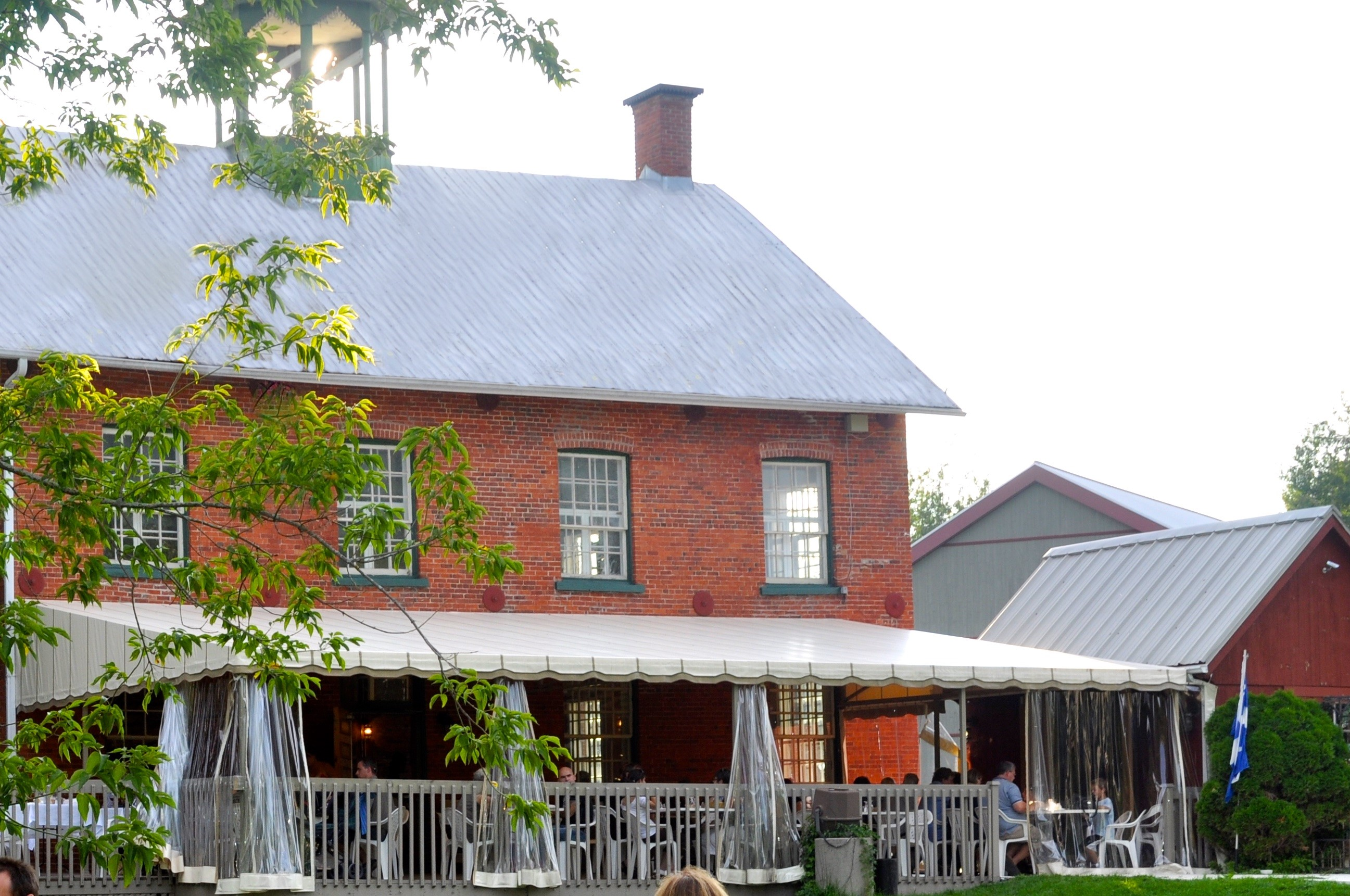
Installations du Domaine de la Dame de Cœur.

En 1978, le groupe décide de s'installer définitivement en région. Il trouve alors un site ancestral, le domaine de la Dame de Cœur, situé à Upton, en Montérégie Est. Abandonné depuis 1975, on y trouve des bâtiments datant du milieu du XIXe siècle construits à l'origine par Anthony MacEvilla, un riche marchand new-yorkais d'origine écossaise,,. Le site comptait notamment un moulin à farine et à cadrer ainsi qu'un moulin à scie alimentés par le débit de la rivière Blanche,. En plus des moulins, le site renferme le manoir des MacEvilla (appelé « le Château » à l'époque), ainsi que la maison du meunier, où étaient logés les domestiques, les meuniers et les clients de passage et une grange,.

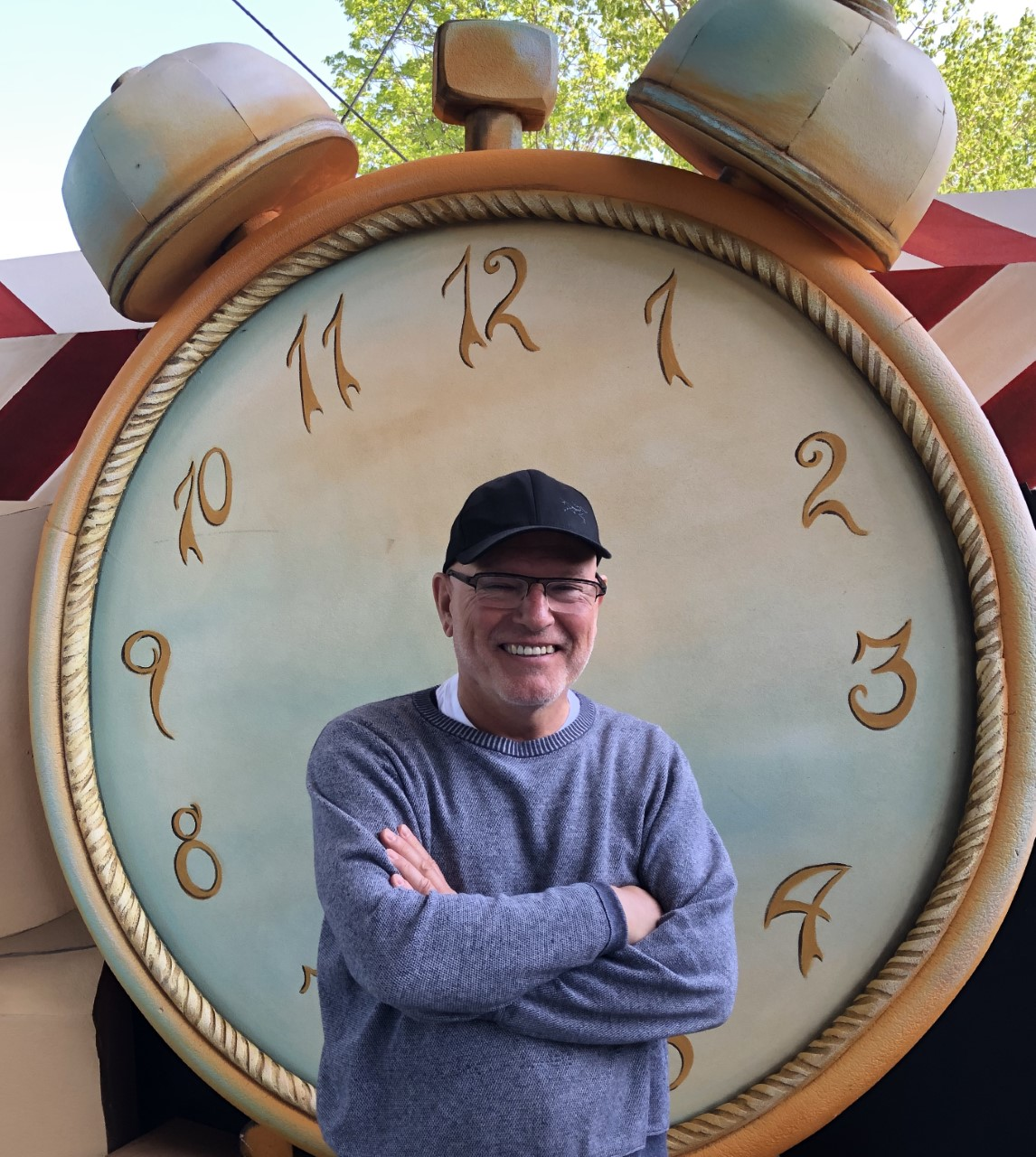
Richard Blackburn, directeur artistique du TDC.

Durant les premières années, la troupe se produit dans le Vieux Moulin, où elle a rendu opérationnel un théâtre de 150 places. À la même époque, Richard Blackburn prend la direction artistique de la compagnie. Celle-ci compte également Denis Cavanagh à l'administration ainsi que des artistes tels André Gosselin, Christine Prud'homme, Catherine Guay, Claire Nadon, Hélène Bérubé, Yves Raymond et Michel Robidoux. 
À l'été 1979, à l'occasion d'une fête populaire organisée par la population d'Upton, la troupe met au point un spectacle de marionnettes géantes qui se déroule sur l'eau. À partir de ce moment, la compagnie adopte comme ligne maîtresse un type de dramaturgie éclectique et allégorique.
Jusqu'en 1983, le TDC produit plusieurs spectacles privilégiant l'humour et le fantastique avec des collaborateurs tels Denis Chouinard, Serge Mercier, Claire Dé, Marie Laberge et Christian Bédard. Au cours de l'été 1983, le théâtre présente Histoire fantastique d'une nuit blanche dans un nouvel espace en plein air, qui deviendra le principal lieu de production des spectacles. C'est également à partir de ce moment que le théâtre se spécialise tranquillement dans le domaine des marionnettes géantes.
Le moulin des MacEvilla est aujourd'hui un restaurant, alors que la maison du meunier est devenue une auberge où sont hébergés les marionnettistes et autres artisans de passage. Quant à lui, le manoir abrite maintenant les bureaux administratifs du TDC, alors que la grange est devenue un atelier de production. À ces infrastructures ancestrales s'ajoutent les constructions de la Société Culturelle du Lys inc., soit la salle de spectacle (1987), un deuxième atelier de production (1991), un toit protégeant la salle de spectacle de la pluie, réalisé par l'architecte Pierre Thibault (1995) et le Centre d'Interprétation des Marionnettes Baroques Alphonse Desjardins (CIMBAD, 2003), un lieu où se déroulent des animations auprès des jeunes et qui sert de musée pour les marionnettes des anciens spectacles. 
Aujourd'hui, le domaine de la Dame de Cœur fait 15 hectares et est doté de 9 bâtiments totalisant 24 250 pieds carrés de superficie. De 1990 à 2018, les immeubles du domaine sont administrés par la Corporation honorifique agréée propriétaire des établissements ancestraux d'Upton (CHAPEAU). Cette corporation a été mise sur pied par la Société Culturelle du Lys inc. et a veillé à financer la construction d'infrastructures sur le site. À partir de 2018, la Société Culturelle du Lys inc. est l'emphytéote pour les cinquante années suivantes.
En août 2020, le gouvernement du Québec annonce l’octroi d'une subvention de 5,4 millions de dollars canadiens au TDC pour un projet d'agrandissement et de mise à niveau de ses installations.

### International
En 2002, le TDC étend son expertise au niveau international en produisant un spectacle spécial à Singapour dans le cadre de l'ouverture d'un complexe culturel. La compagnie participe également à la création du spectacle Wintuk avec le Cirque du Soleil, présenté en 2006 à New York. Elle conçoit aussi le spectacle Harmonie, qui est notamment présenté, en plus du Québec, au Japon, Mexique, Hong Kong et Taipei.

## La compagnie

### Vocation
Pour explorer sa vocation allégorique, le TDC s'installe dans une cave en béton à ciel ouvert de 80 pieds sur 40 pieds, située derrière le manoir, où il produit d'abord Histoire fantastique d'une nuit blanche. Durant ces années, l'équipe peaufine son savoir-faire en conception de marionnettes surdimensionnées aux mécanismes complexes, et développe des techniques de manipulation avec harnais. En 1987, une salle de spectacle extérieure comprenant 522 sièges pivotants munis de bretelles chauffantes est construite, pour répondre à la demande croissante du public. Cette salle se dotera d'une toiture en 1995 pour permettre les représentations lors de soirées pluvieuses,.
L'expertise du TDC s'étend aujourd'hui à la réalisation de toutes les étapes menant à la présentation d'un spectacle : plusieurs corps de métier – soudeurs, couturiers, sculpteurs, ingénieurs, menuisiers, électriciens, artistes peintres, etc. – collaborent à sa réalisation. Ainsi, le TDC crée ses spectacles de toutes pièces (scénario, maquettage, fabrication des marionnettes et des décors, ingénierie, éclairage, son, musique, formation des marionnettistes, etc.) sous la direction de production de René Charbonneau,.

### Techniques

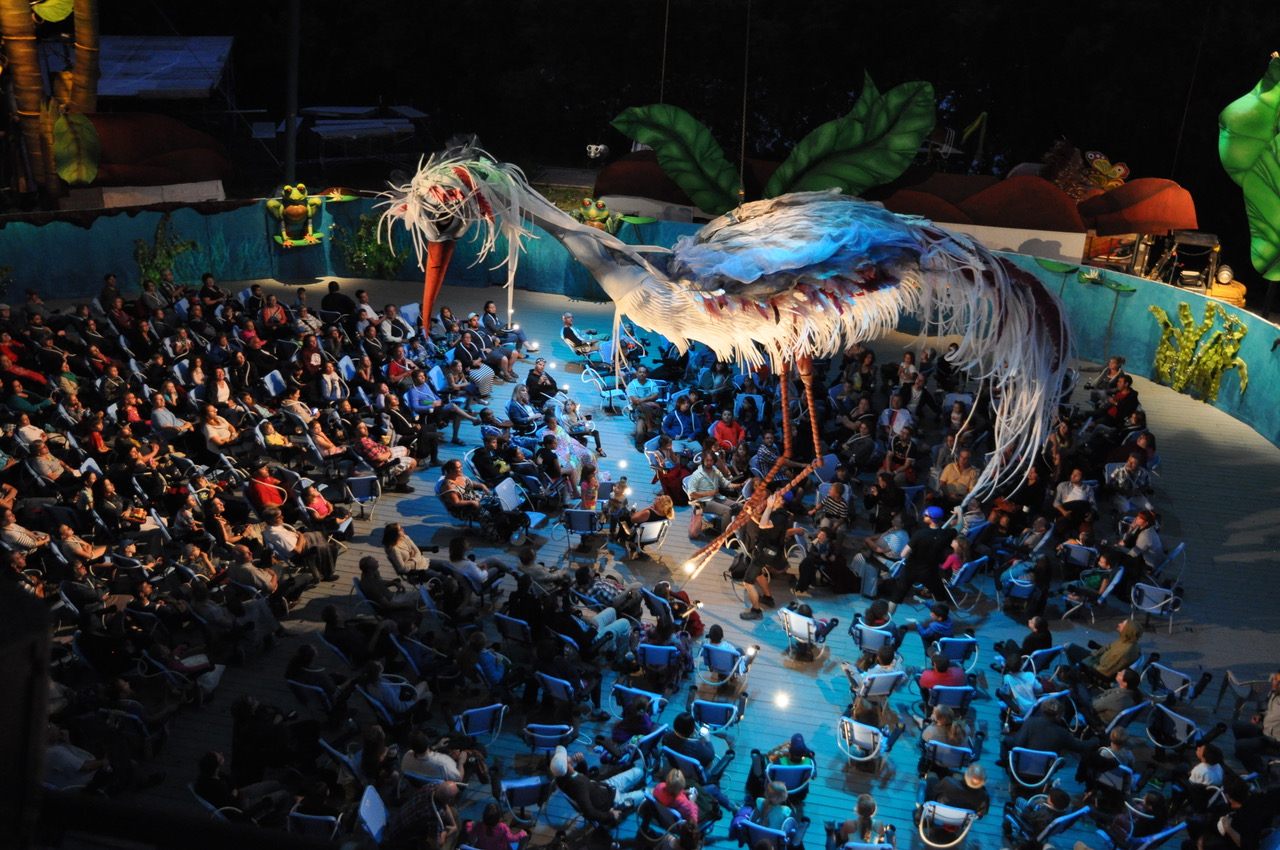
Scène et spectateurs du TDC

Le TDC développe plusieurs techniques singulières qui sont employées durant ses spectacles. D'une part, la compagnie met au point des marionnettes surdimensionnées mesurant jusqu'à 35 pieds de haut et jusqu'à 49 pieds de large. Les membres de ces marionnettes sont articulés et le TDC doit régulièrement utiliser des chariots élévateurs ou des camions hydrauliques à bras articulé pour manipuler ces marionnettes lors des spectacles. Le TDC conçoit également des marionnettes aériennes dont les procédés se calquent sur ceux du cirque. Enfin, le TDC conçoit et peaufine avec les années un harnais que portent les marionnettistes et qui permet le déplacement de l'énergie humaine du manipulateur vers sa marionnette.
La compagnie effectue aussi des développements multimédia. Des dispositifs audiovisuels sont incorporés dans les marionnettes (entre autres, dans leurs yeux), la spatialisation du son se fait sur 360 degrés et la projection est grandement employée lors des représentations. Les matériaux utilisés par le TDC dans la conception de ses marionnettes varient grandement : tissus gonflables soutenus par des structures d'aluminium, bois, fer, fibre de verre, mousse, latex, etc..

### CIMBAD
Le Centre d'Interprétation des Marionnettes Baroques Alphonse Desjardins (CIMBAD) est construit en 2003 sur le site de la Dame de Cœur. Il s'agit d'une salle de 110 pieds sur 38 pieds où sont exposées des dizaines de marionnettes des anciens spectacles et où le public peut assister à des animations chaque été, avant les représentations. Le CIMBAD a été conçu dans le but de faire découvrir et expérimenter l'univers de la marionnette surdimensionnée. Son service d'animation collabore régulièrement avec les écoles du Québec en accueillant des groupes scolaires ou encore en se déplaçant dans les écoles pour initier les jeunes aux techniques de manipulation des marionnettes. Depuis 2013, le TDC a également mis sur pied un service de « team building » s'adressant aux entreprises,.

## Liste des spectacles présentés par le TDC

### Spectacles à Upton
- Trop c'est trop (1978)
- Le cirque de Carotte Bill (1979)
- La légende Blanche et Noire (1979) – Spectacle sur la rivière
- Les chas de l'aiguille (1978)
- Le show après le show (1980)
- La remise aux boîtes (1980)
- La ratatouille du colonel (1980)
- Jello aux fraises pas de fraise (1981)
- Les Artishow (1981)
- César et la Joconde (1981)
- Les déshérités de l'amour (1982)
- Crakias (1982)
- La trop Grasse Matinée (1982 – 1983)
- Une nuit deux t'chom (1982 – 1983)
- Hystérie bleue-banane (1983)
- Histoire fantastique d'une nuit blanche (1983 – 1984)
- La Grande Aurore (1983 – 1984)
- La petite bougraisse (1984 – 1985)
- L'Ile de Rès (1985 – 1986)
- Voisin-voisine (1985 – 1986)
- Une semaine de vacances (1986 – 1987)
- L'hymne à J'Nair (1987 – 1988)
- Le cadeau et autres (1988)
- Dragon sur table (1989 – 1990)
- Histoire fantastique (1991 – 1992)
- Il va pleuvoir à l'envers (1993 – 1994)
- La Cité bleue (1995 – 1996)
- Maître chat (1997 – 1998)
- La route des étoiles (1999 – 2000)
- L'Ile aux fromages (2001 – 2002)
- Le voleur d'ombres (2003 – 2004)
- La chambre des rêves (2005 – 2006)
- Les Dinosaures ne savent pas lire (2007 – 2008)
- La Montagne qui marche (2009 – 2011)
- La prophétie des mouffettes (2012 – 2013)[4]
- Le Plieur d'Avions (2014 – 2015)[21]
- Les Géants de l'Étang (2016 – 2018)
- Le Grand Bric-à-Brac (2019 – 2021)
- Victor et le cadeau des songes (2022-2024)
- La folle épopée de M. Paul (2025)

### Spectacles en tournée au Québec
- Vive l'empereur (1975 – 1976)
- La jalousie du Barbouillé (1975)
- Le cocu imaginaire (1976)
- À La queue leu leu (1976)
- Jackpot (1976 – 1977)
- Faut c'qu'y faut (1977)
- On a oublié pourquoi la lune (1979)
- D. Morisson hors-la-loi (1980)
- L'Anse-aux-coques (1980 – 1981)
- Les déshérités de l'amour (1982)
- La Cité bleue (1997 – 1998)
- La lumière à partager (1999)
- Les défricheurs d'eau (2004 – 2005)
- Acupunk (automne 2020 et été/automne 2021)

### Spectacles présentés à l'international
- Cérémonies d'ouverture du Esplanade Theatres on the bay à Singapour (2002)
- Wintuk (2006) – Collaboration avec le Cirque du Soleil pour la création de ce spectacle présenté à New York
- Drapen (2009) – Collaboration avec le Riksteatret de Norvège
- Harmonie/Harmony (2005 – 2013) – Exposition universelle d'Aichi au Japon, en tournée au Québec et au Mexique, adapté pour TV5, et joué à Hong Kong en 2012 et Taipei 2016.

### Productions spéciales
- Chaud d'hiver (1978) – Salon du ski
- Quiz Mme TV-Hebdo (1984) – Salon de la femme de Montréal
- Défilé du 350e anniversaire de Montréal (1992)
- Le voleur de rêves (1994) – Semaine mondiale de la marionnette de Jonquière
- L'Arche du Fantastique (1996) – Semaine mondiale de ma marionnette de Jonquière
- Les Jeux du Québec (1997)
- L'oiseau rare (1998) – Semaine mondiale de ma marionnette de Jonquière
- Spectacle CSN (1999)
- Fresque du 250e de Saint-Hyacinthe (1999)
- Fête de la St-Jean-Baptiste à Montréal (1999)
- Bicentenaire de Hull (2000)
- Fête de la St-Jean-Baptiste à Montréal (2000)
- Spectacle de mi-temps de la coupe Grey (2001)
- Cérémonie de clôture des Jeux de la Francophonie (2001)
- Soirées « au clair de lune » au Biodôme et à l'Observatoire de la Tour de Montréal (2011)
- Défilé de la St-Jean-Baptiste à Montréal (2013)